# Afrotyphlops kaimosae
Afrotyphlops kaimosae — вид змій родини сліпунів (Typhlopidae). Ендемік Кенії.

## Поширення і екологія
Afrotyphlops kaimosae відомі з типової місцевості, розташованої в лісі Каймосі на території округа Какамега на заході Кенії. Вони живуть у вологих тропічних лісах.